# Пасекі (Вармінсько-Мазурське воєводство)
Пасекі (пол. Pasieki, нім. Bartkamm) — село в Польщі, у гміні Ельблонґ Ельблонзького повіту Вармінсько-Мазурського воєводства.
У 1975-1998 роках село належало до Ельблонзького воєводства.